# Pièce de 2 dollars canadiens

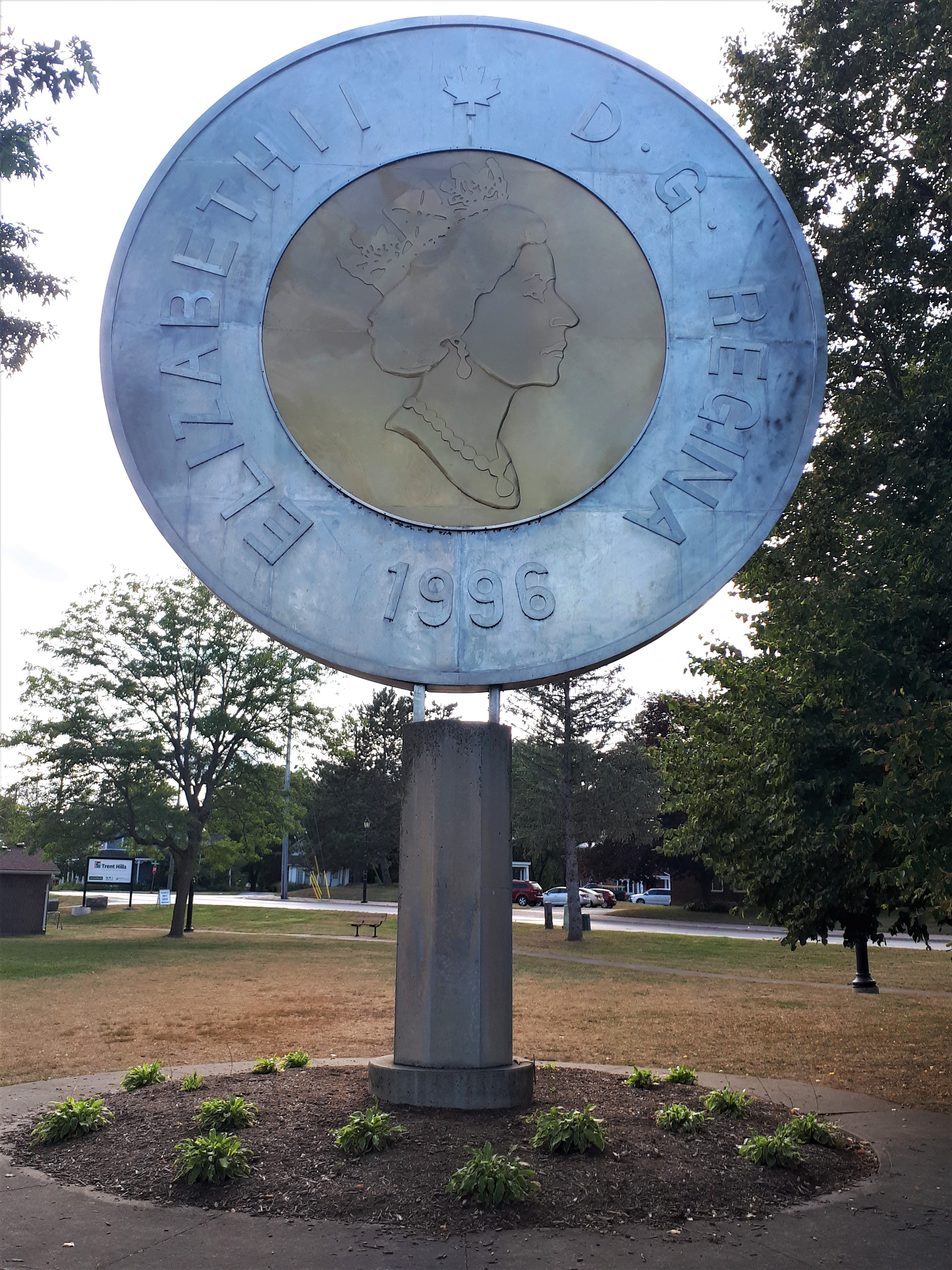
Campbellford, Ontario

Au Canada, un deux dollars, aussi appelé deux piastres ou deux piastres rond, est une pièce de monnaie représentant deux dollars canadiens. La création de la pièce est annoncée dans le budget fédéral 1995 en remplacement du billet de 2 $, par mesure d'économie.

## Éditions commémoratives
| Année | Thème | Artiste                                                    | Tirage                                                          | Description |
| ----- | --- | ---------------------------------------------------------- | --------------------------------------------------------------- | --- |
| 1999  | Fondation du Nunavut                                                                                                 | G. Arnaktavyok                                             | 25 130 000                                                      | Commémoration de la fondation du Nunavut avec une représentation d'un batteur inuit. |
| 2000  | Knowledge/Le Savoir                                                                                                  | Tony Bianco                                                | 29 880 000                                                      | Édition Millénium, la valeur de la pièce « 2 DOLLARS » apparaît sur l'avers au lieu du revers. Trois ours polaires sont aussi représentés. L'année d'émission 2000 apparaît quant à elle sur le revers. |
| 2002  | 50e anniversaire du règne de la reine Élisabeth II                                                                   | Brent Townsend                                             | 27 020 000                                                      | La pièce porte la mention « 1952–2002 » . |
| 2006  | 10e anniversaire de la pièce de deux dollars                                                                         | Tony Bianco                                                | 35 319 000                                                      | La pose de l'ours est modifiée, celui-ci regarde une aurore boréale. Il s'agit de la première pièce mise en circulation avec le nouveau différent. La pièce porte la mention « 1996–2006 ». |
| 2008  | 400e anniversaire de la fondation de la ville de Québec et de la première installation française en Amérique du Nord | Geneviève Bertrand (artiste) et William Woodruff (graveur) | 6 000 000                                                       | Le dessin de la pièce est dominé par une large fleur de lis. Les autres éléments sont un navire et des lignes représentant le fleuve Saint-Laurent. |
| 2011  | Forêt boréale | Nolin BBDO Montreal                                        | 5 000 000                                                       | La pièce célèbre la forêt boréale canadienne, qui couvre plus de la moitié du territoire de ce pays. Elle représente trois arbres stylisés, avec un oiseau et un homme,. |
| 2012  | Guerre de 1812 : HMS Shannon                                                                                         | Bonnie Ross                                                | 5 000 000                                                       | Elle fait partie de la série commémorative sur la guerre de 1812. Le revers est modifié pour représenter le navire HMS Shannon. |
| 2014  | Wait for Me Daddy | Claude Dettloff                                            | 5 000 000                                                       | Pièce inspirée par une photographie célèbre intitulée Wait for Me, Daddy, prise le 1er octobre 1940 par le photographe Claude Dettloff et montrant le départ de soldats au début de la Seconde Guerre mondiale. |
| 2015  | 200e anniversaire de la naissance de John A. Macdonald                                                               | Glen Green                                                 | 5 000 000                                                       | La pièce est composée d'un portrait de John A. Macdonald superposé à une carte du Canada au centre, sur le pourtour les dates 1815 et 2015 sont mentionnées. |
| 2015  | 100e anniversaire du poème In Flanders Fields                                                                        | Glen Loates                                                | 5 000 000                                                       | Le revers dépeint le lieutenant-colonel John McCrae assis dans un champ de coquelicots en train de composer le poème. |
| 2016  | 75e anniversaire de la bataille de l'Atlantique                                                                      | Yves Bérubé                                                | 5 000 000                                                       | Un marin à bord d'un navire de guerre canadien qui regarde à travers le viseur d'un canon anti-aérien. Deux autres navires canadiens tandis qu'un Bristol Beaufighter vole au-dessus. |
| 2017  | 150 ans du Canada | Timothy Hsia                                               | 10 000 000                                                      | Célébration du 150e anniversaire de la confédération du Canada. |
| 2017  | 100e anniversaire de la Bataille de la crête de Vimy                                                                 | Tony Bianco                                                | 5 130 000                                                       | Le motif de la pièce représente le Mémorial national du Canada à Vimy (France), avec à gauche un soldat de la Première Guerre mondiale et à droite un vétéran. |
| 2018  | 100e anniversaire de l'armistice de 1918                                                                             | Laurie McGaw                                               | - 2 000 000 (version colorisée) - 1 000 000 (version classique) | Le dessin de la pièce comporte deux symboles du souvenir : le casque d'un soldat représente la fin de la Première Guerre mondiale et rappelle les nombreuses vies perdues au cours de la première guerre mécanisée de l'histoire. Sous le casque se trouve un grand coquelicot, la fleur officielle du souvenir, dont la couleur écarlate brillante se retrouve sur certaines des pièces frappées. |
| 2019  | 75e anniversaire de la Bataille de Normandie                                                                         | Alan Daniel                                                | - 2 000 000 (version colorisée) - 1 000 000 (version classique) | Le dessin de la pièce représente des soldats canadiens en route pour Juno Beach. |
| 2020  | 100e anniversaire de la naissance de Bill Reid                                                                       | Bill Reid                                                  | - 2 000 000 (version colorisée) - 1 000 000 (version classique) | Commémorant le 100e anniversaire de la naissance de l'artiste Haïda Bill Reid, la pièce représente une interprétation du Xhuwaji, l'ours grizzli haïda, ainsi que son nom et l'année de émission placée entre deux feuilles d'érable micro-gravées. |
| 2021  | 100e anniversaire de la découverte de l'insuline                                                                     | Jesse Koreck                                               | - 2 000 000 (version colorisée) - 1 000 000 (version classique) | Commémorant le 100e anniversaire de la découverte de l'insuline, le dessin présente un monomère, élément constitutif de la molécule d'insuline, ainsi que des instruments scientifiques utilisés dans la première formulation de l'insuline, notamment un flacon, un mortier et un pilon, ainsi qu'un flacon Erlenmeyer superposé sur une feuille d'érable, avec des globules rouges, des molécules de glucose et d'insuline, les mots « INSULIN » et « INSULINE » apparaissant sur l'anneau extérieur de la pièce et les dates « 1921 » et « 2021 » sur la partie supérieure de l'anneau extérieur de la pièce. |
| 2022  | 50e anniversaire de la Série du siècle 1972                                                                          | Joel Kimmel                                                | - 2 000 000 (version colorisée) - 1 000 000 (version classique) | Commémorant le 50e anniversaire de la Série du siècle, le dessin représente deux joueurs de hockey représentant l'équipe du Canada, avec l'emblème stylisé de la feuille d'érable. « THE SERIES » en anglais et « LA SÉRIE » en français, et les mots « 50 YEARS » et « ANS » apparaissent sur la pièce. |
| 2022  | Décès d'Élizabeth II                                                                                                 | Brent Townsend                                             | 3 675 000                                                       | Pièce émise à l'occasion du décès de la reine Élizabeth II. Avec le même design qu'une pièce de deux dollars ordinaire, sauf que l'anneau extérieur est noir, comme une bande de deuil, au lieu de son argent habituel. La coloration est obtenue grâce à l'utilisation de nickel noir. |
| 2023  | Journée nationale des peuples autochtones                                                                            | Megan Currie, Myrna Pokiak (Agnaviak) et Jennine Krauchi   | - 2 000 000 (version colorisée) - 1 000 000 (version classique) | Pièce célébrant la journée nationale des peuples autochtones le 21 juin, le dessin présente trois motifs représentant la culture inuit, métisse et les Premières Nations. Sur l'avers, elle représente l'effigie de transition de la reine, avec les dates de son règne et la date d'émission. |
| 2023  | 100e anniversaire de la naissance de Jean Paul Riopelle                                                              | Jean Paul Riopelle                                         | - 2 000 000 (version colorisée) - 1 000 000 (version classique) | Pièce représentant un œuvre de Jean Paul Riopelle : L'Hommage à Rosa Luxemburg |